# Юговское
Юговское — село в Пермском крае России. 
Входит в Кунгурский район в рамках административно-территориального устройства и в Кунгурский муниципальный округ в рамках организации местного самоуправления.

## География
Село находится в западной части Кунгурского района примерно в 5 километрах от села Мазунино по прямой на запад-юго-запад.

## История
Село известно с 1719 года как деревня Юговская. Селом стало после постройки в 1860—1865 годах и освящения в 1866 году деревянной церкви Зосимы и Савватия. В 1935 церковь была закрыта, здание отдано под клуб колхозной молодёжи, в 1950-х годах перестроено под школу.
С 2004 до 2020 гг. село входило в Мазунинское сельское поселение Кунгурского муниципального района.

## Население
Постоянное население составляло 630 человек в 2002 году (97 % русские), 592 человека в 2010 году.

## Климат
Климат умеренно-континентальный с продолжительной снежной зимой и коротким, умеренно-тёплым летом. Средняя температура июля составляет +17,8 0С, января −15,6 0С. Среднегодовая температура воздуха составляет +1,3°С. Средняя продолжительность периода с отрицательными температурами составляет 168 дней и продолжительность безморозного периода 113 дней. Среднее годовое количество осадков составляет 539 мм.